# Bergasillas Bajera
Bergasillas Bajera è un comune spagnolo di 29 abitanti situato nella comunità autonoma di La Rioja.